# Ридесхајм (Нае)
Ридесхајм (њем. Rüdesheim) општина је у њемачкој савезној држави Рајна-Палатинат. Једно је од 119 општинских средишта округа Бад Кројцнах. Према процјени из 2010. у општини је живјело 2.369 становника. Посједује регионалну шифру (AGS) 7133117.

## Географски и демографски подаци
Ридесхајм се налази у савезној држави Рајна-Палатинат у округу Бад Кројцнах. Општина се налази на надморској висини од 135 метара. Површина општине износи 3,5 km². У самом мјесту је, према процјени из 2010. године, живјело 2.369 становника. Просјечна густина становништва износи 683 становника/km².